# Kristus nosi križ (Bosch, Gent)
Kristus nosi križ, je slika, ki jo pripisujejo sledilcu Hieronymusa Boscha. Naslikana je bila v začetku 16. stoletja, domnevno med letoma 1500 in 1535. Delo je shranjeno v Muzeju likovnih umetnosti v Gentu v Belgiji. Slika je znana po karikaturi, ki kaže groteskne obraze, ki obkrožajo Jezusa.

## Zgodovina
Delo je leta 1902 odkupil Muzej likovnih umetnosti v Gentu in je bilo obnovljeno v letih 1956–1957. Kot za vsa Boscheva dela je datacija negotova, čeprav ga je večina umetnostnih zgodovinarjev dodelila njegovi pozni karieri. Katalog razstave Bosch v Rotterdamu leta 2001 mu je dodelil 1510–1535 in izvedbo pripisal posnemovalcu. Po mnenju enega od avtorjev Bernarda Vermeta je splošno sprejeto, da za Boscha ni tako značilno in težko verjame, da ga je naslikal isti slikar kot Kristus, kronan s trnjem v Narodni galeriji v Londonu. Poleg tega ga barve spominjajo na manire 1530-ih, delo pa poveže z Triptihom pasijona v Valenciji in Kristus pred Pilatom v Princetonu, deli, ki so bila zagotovo naslikana po Boschevi smrti. Od takrat je zavrnitev sprejel Stephan Fischer, Fritz Koreny pa jo izpodbijal. Oktobra 2015 je raziskovalni in konservatorski projekt Bosch, ki od leta 2007 izvaja tehnične raziskave na večini Boschevih slik, potrdil, da zavrnejo tudi pripisovanje Boschu in menijo, da je sliko naredil njegov sledilec. Direktor muzeja je ob isti priložnosti navedel, da če ni bil Bosch, potem genij, še večji od Boscha.

## Opis
Delo prikazuje Jezusa, ki nosi križ nad temno podlago, obdan s številnimi glavami, za katere je večinoma značilno grotesken izraz. Skupno je osemnajst portretov in še en na Veronikini tančici. Jezus ima žalosten izraz, oči so zaprte in glava je ležeča.
V spodnjem desnem kotu je nepoboljšljiv tat, ki se posmehuje trem moškim, ki se mu norčujejo. Spokornik tat je zgoraj desno: upodobljen je z zelo bledo kožo, medtem ko ga je odkril grozno grd menih.
Spodnji levi kot prikazuje Veroniko s svetim prtom, z napol odprtimi očmi in obrazom, ki gleda nazaj. Končno zgoraj levo je Simon iz Kirene, obrnjen z glavo navzgor.

## Sorodna dela
Obstajata še dve Boschevi različici teme: zgodnejša približno iz leta 1498, ki je zdaj v kraljevi palači v Madridu, in druga v dunajskem Kunsthistorisches Museumu okoli leta 1500.